# Rhododendron viridescens
Rhododendron viridescens är en ljungväxtart som beskrevs av Hutchinson. Rhododendron viridescens ingår i släktet rododendron, och familjen ljungväxter. Inga underarter finns listade i Catalogue of Life.